# Un’ora con loro
Mina & Gaber: un’ora con loro — совместный сборник итальянских исполнителей Мины и Джорджо Габера, выпущенный в октябре 1965 года на лейбле Ri-Fi.

## Об альбоме
На альбоме содержится по шесть песен Мины и Джорджо Габера. Песни Мины взяты из вышедшего в марте 1965 года студийного альбома Studio Uno, только песни «Ora o mai più» и «Brava» не выходили на альбомах; песни Габера были взяты из вышедших ранее синглов, единственным эксклюзивными треком стала песня «Dopo la prima sera» Габера, ранее не опубликованная.
Альбом был выпущен в октябре 1965 года и занял 32 место в итоговом альбомном хит-параде. Впоследствии альбом неоднократно переиздавался на CD и LP.

## Список композиций
| №  | Название                   | Автор(ы)                                         | Длительность |
| -- | -------------------------- | ------------------------------------------------ | ------------ |
| 1. | «Ora o mai più»            | Антонио Амурри, Джанни Феррио                    | 2:22         |
| 2. | «L’ultima occasione»       | Тони Дель Монако, Climax                         | 2:43         |
| 3. | «Era vivere»               | Альберто Теста, Аугусто Мартелли, Бруно Мартелли | 2:23         |
| 4. | «E… (E adesso sono tua)»   | Альберто Теста, Hammers                          | 3:00         |
| 5. | «Brava»                    | Бруно Канфора                                    | 1:48         |
| 6. | «Più di te (I Won’t Tell)» | Антониетта Де Симоне, Боб Гаудио, Боб Крю        | 2:47         |

| №  | Название                          | Автор(ы)                                     | Длительность |
| -- | --------------------------------- | -------------------------------------------- | ------------ |
| 1. | «Come ti amavo ieri»              | Джорджо Габер                                | 2:18         |
| 2. | «Pieni di sonno»                  | Джорджо Габер                                | 3:02         |
| 3. | «Amore, difficile amore»          | Джорджо Габер                                | 2:12         |
| 4. | «Tu no (Dream on Little Dreamer)» | Джорджо Калабрезе, Джон Кратчфилд, Фред Бёрч | 2:34         |
| 5. | «Dopo la prima sera»              | Джорджо Габер                                | 2:20         |
| 6. | «Un amore vuol dire»              | Джорджо Габер                                | 2:38         |

## Чарты

### Годовые чарты
| Чарт (1965)              | Позиция |
| ------------------------ | ------- |
| Италия (Musica e dischi) | 32      |